# Šizuiči Tanaka
Šizuiči Tanaka (japonsky  田中 静壱, 1. října 1887 Prefektura Hjógo – 24. srpna 1945 Tokio) byl generál japonské císařské armády.

## Život
Narodil se v prefektuře Hjógo. Po absolvování Japonské císařské vojenské akademie začal studovat na Oxfordské univerzitě anglickou literaturu.
Mezi léty 1930 a 1932 byl velitelem 2. pěšího pluku japonské císařské armády. Poté byl vyslán do Washingtonu jako vojenský přidělenec. V důsledku své dlouhé služby ve Spojených státech amerických, ve Spojeném království a svých otevřených prozápadních názorů byl povýšen. V letech 1934–1935 byl náčelníkem štábu 4. divize japonské císařské armády.
Po začátku druhé čínsko-japonské války byl přidělen k 5. pěší brigádě japonské císařské armády a účastníl se bitvy o Wu-chan v roce 1938. Poté byl odvolán zpět do Japonska a jmenován šéfem Kempeitai, což byla vojenská policie v rámci japonské císařské armády mezi léty 1881–1945. V roce 1939 se vrátil do Číny jako velitel 13. divize japonské císařské armády.
Na počátku války v Tichomoří byl velitelem Východní armády a později mu byla přidělena administrativní funkce v rámci generálního štábu. V roce 1942 byl poslán na Filipíny jako velitel 14. armády a v letech 1942–1943 byl vojenským guvernérem Filipín. V roce 1943 byl povýšen na generála. Na začátku roku 1944 se musel vrátit do Japonska, aby se zotavil z malárie. V letech 1944 a 1945 působil v hlavním velení japonské armády. Dne 19. března 1945 byl přidělen do vedení Východní armády. Jako velící důstojník 1. divize císařské gardy by byla jeho spolupráce zásadní pro vzpouru 15. srpna 1945, kterou plánoval major Kendži Hatanaka a další. Hatanaka se snažil obsadit císařský palác a zabránit tomu, aby císař oznámil japonskou kapitulaci. Když byl Tanaka požádán, aby se účastnil povstání, odmítl to a zmobilizoval Východní armádu, která převrat potlačila.
Přestože byl nazýván hrdinou incidentu 15. srpna a byl zodpovědný za ukončení převratu, cítil se odpovědný za škody napáchané spojeneckým bombardováním Tokia. Od svého převelení 19. března se třikrát pokusil odstoupit, protože se mu nepodařilo zabránit poškození svatyně Meidži, císařského paláce a dalších významných míst, ale jeho rezignace byly pokaždé odmítnuty. Po válce řekl svým mužům, aby nepáchali sebevraždy, ale spálili vlajky svých pluků, to bude dostatečné.
Dne 24. srpna 1945 se ve své kanceláři v Tokiu střelil do srdce. Na svém stole zanechal dopisy pro rodinu, pro jeho podřízené důstojníky, sochu císaře Meidži a svitek, na kterém byla napsána poslední slova, která mu řekl císař Hirohito.